# Ministeri de la Veritat

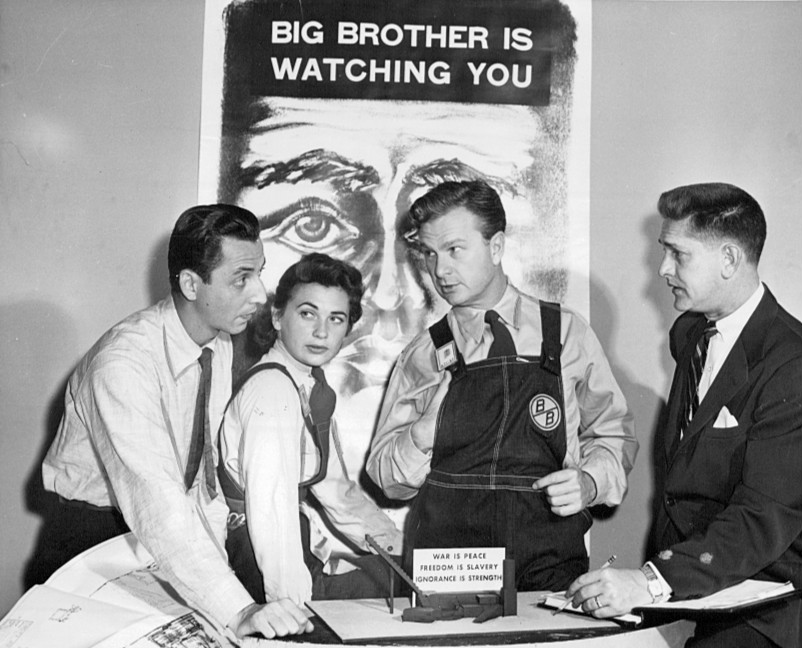
Norma Crane (segona des de l'esquerra) i Eddie Albert (tercer des de l'esquerra) com a empleats del Ministeri de la Veritat Julia i Winston Smith, de l'adaptació de la televisió nord-americana de 1984 (Westinghouse Studio One)

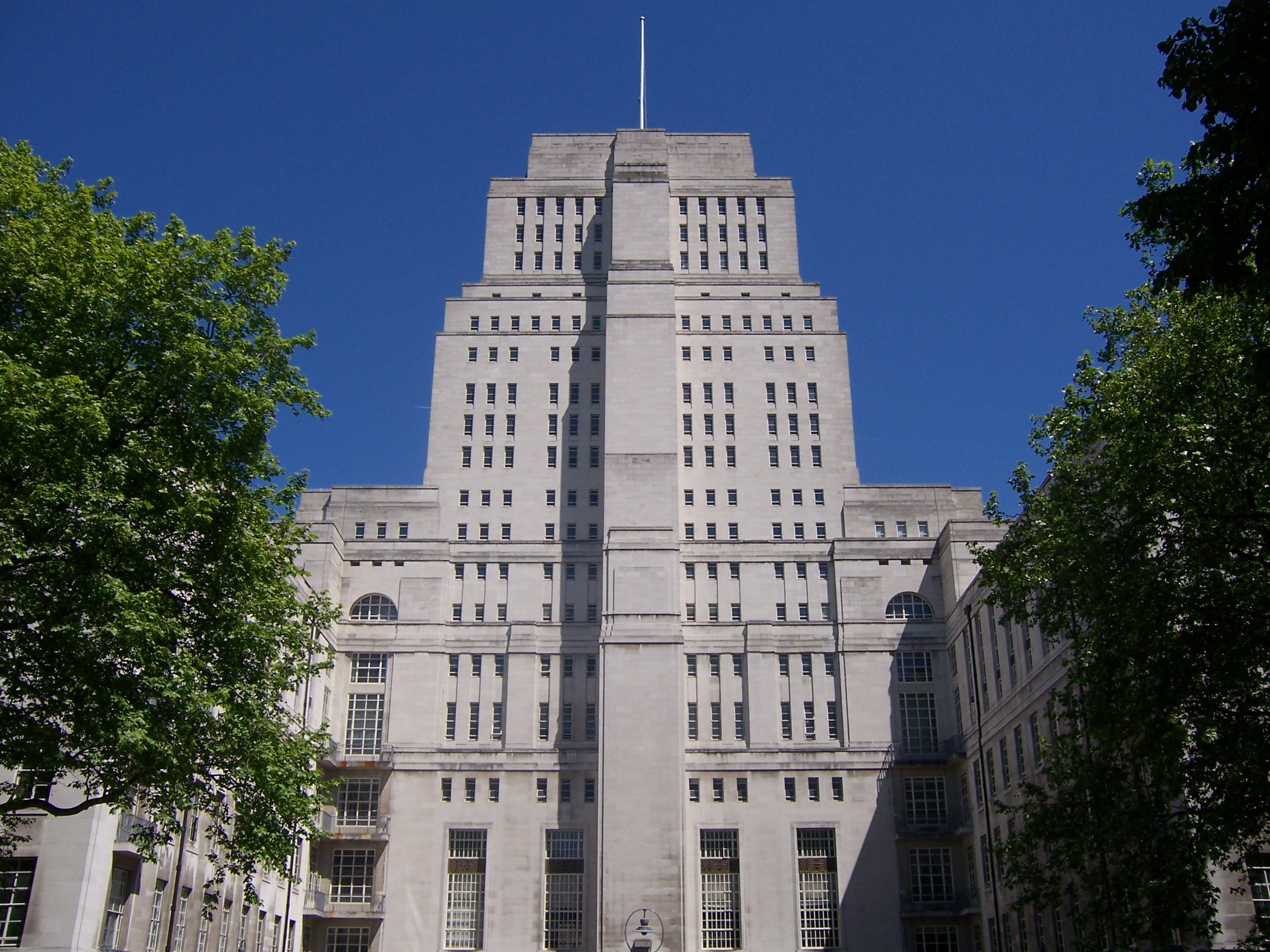
Senate House, Londres, on la dona d'Orwell treballava al Ministeri d'Informació, va ser el seu model per al Ministeri de la Veritat.

El ministeri de la veritat és un dels quatre ministeris presents al Londres de la novel·la escrita per George Orwell 1984, a l'interior hi treballen en Winston Smith, protagonista de l'obra i Júlia personatge que esdevé la parella d'en Winston. La seva funció era generar la propaganda necessària per a afavorir el règim i falsificar la informació d'èpoques passades per a presentar la realitat més convenient per al partit de govern.
Es descriu com un edifici piramidal d'uns 300 m d'altitud de formigó, de color blanc lluent i consta de diverses terrasses. Sobre el que estava escrit el lema del partit. Al llibre es parla que popularment se li atribueixen 3.000 habitacions arran de terra i plantes subterrànies. A l'interior d'aquest existeixen conduccions a través de les quals es fa arribar la informació documental als seus treballadors o aquests poden enviar a una incineradora aquella documentació que calia destruir.
La funció d'en Winston a l'interior d'aquest és reescriure diaris per canviar el registre, però al llibre es fa esment d'altres activitats com la creació de música, belles arts, pornografia i s'hi practicava la censura, o modificació d'obres literàries.
D'entre les seves funcions hi destaca el desenvolupament de la novaparla, idioma ideat per a coartar la llibertat de pensament de la població i que s'espera que esdevingui llengua d'ús públic pels volts de l'any 2050.

## Descripció
Winston Smith, el personatge principal de la novel·la, treballa al Ministeri de la Veritat. És una enorme estructura piramidal de formigó blanc brillant que puja  300 m  a l'aire, que conté més de 3000 habitacions sobre el sòl. A la paret exterior hi ha les tres consignes del Partit: LA GUERRA ÉS PAU, LA LLIBERTAT ÉS ESCLAVITUT i La IGNORÀNCIA ÉS LA FORÇA. També hi ha una gran part sota terra, que probablement conté incineradores enormes on es destrueixen els documents després de posar-los en forats de memòria. Per a la seva descripció, Orwell es va inspirar en la Casa del Senat de la Universitat de Londres.
A més d'administrar la veritat, el ministeri difon un nou llenguatge entre la població anomenat neoparla, en el qual, per exemple, s'entén que veritat significa declaracions com 2 + 2 = 5 quan la situació ho justifica. D'acord amb el concepte de doble pensament, el ministeri s'anomena així encertadament perquè crea/fabrica veritat en el sentit de la paraula neolengua. El llibre descriu la manipulació dels registres històrics per mostrar una versió dels esdeveniments aprovada pel govern.

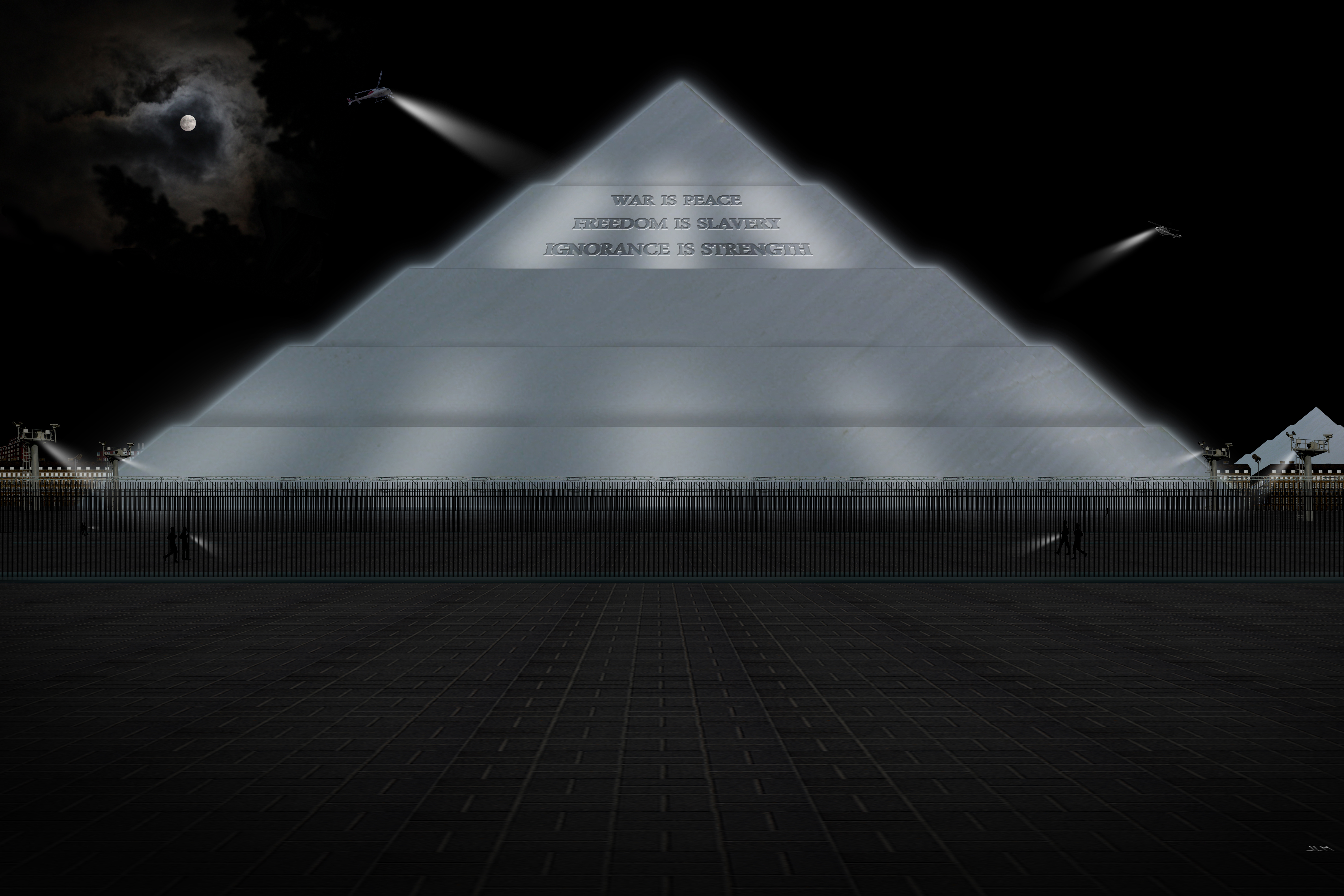
Representació artística de l'edifici del Ministeri de la Veritat

### Paper en la informació
El Ministeri de la Veritat està involucrat amb els mitjans de comunicació, l'entreteniment, les belles arts i els llibres educatius. El seu propòsit és reescriure la història per canviar els fets perquè s'adaptin a la doctrina del partit amb efectes propagandístics. Per exemple, si el Gran Germà fa una predicció que resulta incorrecta, els empleats del Ministeri de la Veritat corregeixen el registre per fer-lo exacte. Aquest és el 'com' de l'existència del Ministeri de la Veritat. Dins de la novel·la, Orwell explica que la raó més profunda de la seva existència, el per què, és mantenir la il·lusió que el Partit és absolutament infal·lible, i s'ha de confiar sense cap dubte. No pot semblar mai canviar d'opinió (si, per exemple, fan un dels seus canvis constants respecte als enemics durant la guerra) o cometre un error (acomiadament d'un funcionari o fent una predicció de subministrament molt equivocada), perquè això implicaria debilitat, i per mantenir el poder el partit ha de semblar eternament correcte i fort.

### Departaments
Les seccions o departaments del ministeri esmentats en el text són les següents:
- Departament de Registres (Neoparla: Recdep)

- Departament de ficció (neolengua: Ficdep)

- Departament de Teleprogrames (Neoparla: Teledep)

- Secció de pornografia: només per a consum de Novaparla: Pornosec)